# 英国レコード産業協会
英国レコード産業協会（British Phonographic Industry、略称BPI）は、イギリスのレコード会社による業界団体である。

## 構成
BPIの会員は、大手レコード会社（ワーナー・ミュージック・グループ、EMI、ソニー・ミュージックエンタテインメント、ユニバーサルミュージック）と、メーカーや小売業者などの何百もの音楽会社から構成される。

## 歴史
この団体は、1973年に著作権侵害と戦いイギリスのレコード業界の利益を保証するために設立された。

### 賞
イギリスの音楽業界のためのブリット・アワードと、年間のアルバムのためのマーキュリー賞を設立した。2008年9月には、BPIはイギリスの音楽業界のすべての利益団体を構成会員にした。

## ブリット・トラスト
年齢や性別・身分にこだわらず、能力のあるすべての人が音楽で創造性を表現する機会を与えることを使命として、1989年にBPIが設立した。ブリット・トラストは、音楽のすべての範囲で活発に教育を行っている唯一の非営利団体である。その活動には、ノードフ・ロビンズ音楽療法研究会やブリット・スクールのサポート活動も含まれ、若い人々に音楽を通じて自分たちの生活を向上させる機会を提供している。

## ブリット・スクール
1991年9月に開校したブリット・スクールは、ブリット・トラストと DfES(Department for Education and Skills) の合同会社である。ロンドン南の郊外であるクロイドンにあり、イギリスで唯一となる授業料が無料の芸術学校である。14歳から19歳までの750人ほどの学生が、音楽やダンス、演劇、ミュージカル、制作、メディアやアートとデザインを学んでいる。

## 売上認定
イギリスのレコード業界のために、売上枚数の認定を発行している。賞のレベルは、販売した形式によって売上枚数を変えている。BPIの認定は自動的には発行されず、認定を受けるためにはレコード会社はBPIに料金を払わなければならない。認定は通常、実際に売り上げた数ではなく、出荷した数で授与される。
| 種類     | 状態           | 状態           | 状態           |
| 種類     | シルバー       | ゴールド       | プラチナ       |
| -------- | -------------- | -------------- | -------------- |
| アルバム | [補足1]60,000  | [補足1]100,000 | [補足1]300,000 |
| シングル | [補足2]200,000 | [補足2]400,000 | [補足2]600,000 |
| 音楽DVD  | —              | 25,000         | 50,000         |

## 類似団体
- RIAA - アメリカ合衆国のレコード会社による業界団体。
- ARIA - オーストラリアのレコード会社による業界団体。
- 日本レコード協会 - 日本のレコード会社による業界団体。

## 補足
1. 1 2 3  プラチナ・ゴールド・シルバーを得るための必要な最低小売価格は1979年に現在のしきい値に変更され、最低価格を下回る場合は販売数を2倍獲得しなければならない。以前は金融収益によって認定され、プラチナが100万ポンド、ゴールドは1973年4月から1974年9月までが15万ポンド、1974年9月から1977年1月までが25万ポンド、1977年から1979年までが30万ポンドで、シルバーは1973年4月から1975年1月までが7.5万ポンド、1975年1月から1977年1月までが10万ポンド、1977年から1979年までは15万ポンドだった[3]。
2. 1 2 3  プラチナ・ゴールド・シルバーを得るためのしきい値は1989年1月1日に変更された。その前は、プラチナが100万枚、ゴールドが50万枚、シルバーが25万枚だった[4][5][6]。